# Uranopitec
L'uranopitec (Ouranopithecus) és un gènere extint d'homínids que visqueren durant el Miocè. És representat per l'espècie Ouranopithecus macedoniensis, a vegades denominada Graecopithecus macedoniensis, descoberta a Grècia i que data d'entre fa 9,5 i 8 milions d'anys (Miocè superior). Basant-se en l'anatomia dental i facial, és possible que fos un driopitecí. Alguns l'acosten als orangutans dins la subfamília dels pongins, mentre que els driopitecis eren més propers als hominins. Alguns autors creuen que aquest tàxon és l'últim avantpassat comú entre els micos i l'home.